# Walter J. Hollenweger
Walter J. Hollenweger (* 1. Juni 1927 in Antwerpen, Belgien; † 10. August 2016 in Krattigen) war ein evangelisch-reformierter Theologe aus der Schweiz. Er hatte an der englischen Universität Birmingham eine Professur für Interkulturelle Theologie inne, seine Spezialgebiete waren die Pfingstkirchen, die charismatische Bewegung und die Kirchen der Dritten Welt. Er war einer der ersten der die Geschichte der Pfingstbewegung und die Theologie und Spiritualität aus der Dritten Welt ernstnahm, reflektierte und auf universitärem Niveau nachzeichnete.

## Leben
Der in Antwerpen geborene Schweizer Hollenweger war ein Sohn eines Kellners, der auf britischen Luxusschiffen arbeitete. Nach 1929 kehrte die Familie in die Schweiz zurück, wo sie sich in Zürich niederliess. Er besuchte eine Sonntagsschule der Schweizerischen Pfingstbewegung, wo er später auch Laienprediger wurde. Er absolvierte eine Banklehre in Zürich. Später holte er die eidgenössische Maturität nach und studierte evangelische Theologie in Zürich und Basel, 1961 wurde er ordiniert. 1966 promovierte er zum Dr. theol. in Zürich. In den Jahren 1965–1971 war er Exekutivsekretär beim Ökumenischen Rat der Kirchen in Genf. Er war Mitglied der Christlichen Friedenskonferenz und nahm an der I. Allchristlichen Friedensversammlung 1961 in Prag teil.
Von 1971 bis 1989 lehrte Hollenweger als Professor für Interkulturelle Theologie und Missionswissenschaft an der staatlichen Universität Birmingham (England).
Hollenweger ist Autor zahlreicher theologischer Publikationen, insbesondere zur Geschichte der Pfingstbewegung, zur interkulturellen Theologie und zu musikalischen und dramaturgischen Bibelauslegungen. Er etablierte mit der „Narrativen Exegese“ eine spezielle Auslegungsmethode der Bibel. Dabei verbindet er die an den Universitäten gelehrte historisch-kritische Auslegungsmethodik mit erzählerischen Elementen und dramaturgischen sowie musikalischen Inszenierungen. Vor allem auf dem Deutschen Evangelischen Kirchentag fanden seine Veranstaltungen große Beachtung. Später veranstaltete er als einer der ersten sogenannte Salbungsgottesdienste, in denen er für Menschen beten und sie segnen liess.
Sein dreibändiges Hauptwerk zur Interkulturellen Theologie verbindet die religiösen Erfahrungen von christlichen Gemeinden aus aller Welt und aus unterschiedlichen Konfessionen mit den Erkenntnissen der modernen Universitätstheologie. Hollenweger setzt sich für eine Würdigung der theologischen und religiösen Erfahrungen von Menschen aus Kulturen der sog. Dritten Welt durch die europäische Theologie ein. Seine Ideen zu einer dialogischen und partizipativen Didaktik in der Theologie sind in seinem Buch Der Klapperstorch und die Theologie beschrieben.
Er lebte nach seiner Rückkehr in die Schweiz in Krattigen im Berner Oberland, wo er am 10. August 2016 verstarb.

## Ehrungen
Hollenweger wurde 1995 mit dem Sexauer Gemeindepreis für Theologie geehrt.

## Publikationen (Auswahl)
- Enthusiastisches Christentum. Die Pfingstbewegung in Geschichte und Gegenwart, Theologischer Verlag R. Brockhaus und Zwingli Verlag, Wuppertal und Zürich 1969.
- Die Pfingstkirchen – Selbstdarstellungen, Dokumente, Kommentare, De Gruyter, 1971, ISBN 3-7715-0106-7; 2015, ISBN 978-3-11-176114-5.
  - The Pentecostals, Reissue Edition, SCM Press, 2012, ISBN 978-0-334-01228-3.
- Christen ohne Schriften – Fünf Fallstudien zur Sozialethik mündlicher Religion, Erlanger Verlag für Mission und Ökumene, Erlangen 1977, ISBN 3-87214-076-0.
- Erfahrungen der Leibhaftigkeit. Interkulturelle Theologie 1, Kaiser, München 1979, ISBN 3-459-01197-1.
- Besuch bei Lukas: 4 narrative Exegesen zu 2. Mose 14, Lukas 2,1-14, 2. Kor. 6,4-11 und Lukas 19,1-10, Kaiser, München 1981, ISBN 3-459-01413-X.
- Evangelisation; in: Theologische Realenzyklopädie 10, 1982, S. 636–641, Überblick im theologischen Referenzwerk.
- Umgang mit Mythen. Interkulturelle Theologie 2, Kaiser, München 1982, ISBN 3-459-01414-8.
- Jüngermesse. Gomer: Das Gesicht des Unsichtbaren. Zwei szenische Texte, Kaiser, München 1983, ISBN 3-459-01497-0.
- Konflikt in Korinth. Memoiren eines alten Mannes – zwei narrative Exegesen zu 1. Korinther 12-14 und Ezechiel 37, Kaiser, München 1987, ISBN 3-459-01719-8.
- Mirjam, Mutter. Michal: Die Frauen meines Mannes – Zwei Monodramen, Theologie Aktuell, Edition Exodus, 1987, ISBN 3-905575-30-2.
- Geist und Materie. Interkulturelle Theologie 3, Kaiser, München 1988, ISBN 3-459-01734-1.
- Charismatisch-pfingstliches Christentum: Herkunft, Situation, ökumenische Chancen, Vandenhoeck und Ruprecht, Göttingen 1997, ISBN 3-525-55435-4.
  - Pentecostalism: Origins and Developments Worldwide, Baker Academic, 2005, ISBN 978-0-8010-4660-5.
- Der Klapperstorch und die Theologie. Die Krise von Theologie und Kirche als Chance, Metanoia, Kindhausen 2000, ISBN 978-3-907038-76-5.
- Das Kirchenjahr inszenieren – Alternative Zugänge zur theologischen Wahrhaftigkeit: Predigten, Oratorien, Mysterienspiele, Kohlhammer, 2002, ISBN 3-17-016823-1.
- Der schleichende Fundamentalismus in den Landeskirchen; in der NZZ, Ausgabe vom 28. August 2005.